# Mission Culturelle de Bandiagara
Die Mission Culturelle de Bandiagara (MCB) wurde 1993 als Außenstelle des Malischen Ministeriums für Kultur gegründet. Ihre Aufgabe ist der Schutz und die Bewahrung des UNESCO-Weltkultur- und Naturerbes „Falaise de Bandiagara (Dogonland/Pays Dogon)“. Das Dogonland befindet sich seit dem Jahre 1989 auf der Liste des Welterbes der UNESCO (Weltkultur- und Naturerbe).

## Ziele
Seit seiner Gründung ist die MCB damit beauftragt, folgende drei Ziele umzusetzen:
1. Schutz und Bewahrung des Kultur- und Naturerbes (materiell und immateriell) auf dem von der UNESCO klassifizierten Gebiet. Konkrete Projekte fokussieren sich auf die Inventarisierung und Dokumentation der Kulturgüter, den Bau kommunaler Museen, die Restaurierung bestimmter öffentlicher Bauwerke (z. B. Familienhäuser, Totemtempel von außergewöhnlichem Wert) sowie der Forschung im Bereich des Weltkultur- und -Naturerbes. Diese Projekte dienen auch dazu, das Problem der Plünderung und des Raubs kultureller Objekte einzudämmen.
2. Promotion, Bildung und Sensibilisierung zum Welterbe Dogonland. Innerhalb und außerhalb des Dogonlandes gilt es, ein Bewusstsein für den kulturellen und ökologischen Reichtum zu schaffen. Nur durch die gezielte Inwertsetzung des Kultur- und Naturerbes kann eine nachhaltige Förderung des von der UNESCO klassifizierten Gebiets durch die MCB gewährleistet werden. Neben den Klassikern wie Information, Sensibilisierung, Kommunikation, Fortbildung wird auf die Förderung des lokalen Wissens um traditionelle Bauweisen, Handwerk oder Medizin Wert gelegt.
3. Verbesserung der Lebensbedingungen der Gemeinden und der Bevölkerung vor Ort durch Stärkung der regionalen Wirtschaft. Ein Fokus liegt im Aufbau des nachhaltigen Tourismus und in der Stärkung des regionalen Handwerks. Aber auch die Förderung regionalen Brauchtums (Maskentänze der Dogon) wurde in den letzten Jahren aktiv angegangen.